# Опера комік
Опера комі́к (фр. opera comique — комічна опера) — французький різновид комічної опери, що спирається на ярмаркові вистави. В жанрі опери комік творили спочатку Андре Ґретрі, П. Монсіньї, Франсуа-Андре Філідор та інші автори, після реставрації Бурбонів — А. Буальд'є, Ф. Гарольд, Н. Ізуар і, певною мірою, Даніель Обер («Фра-дияволо», «Доміно»).

## Джерело
- Юрій Юцевич. Музика: словник-довідник. — Тернопіль, 2003. — 404 с. — ISBN 966-7924-10-6. (html-пошук по словнику, djvu)